# René Angélil
René Angélil (ur. 16 stycznia 1942 w Montrealu, zm. 14 stycznia 2016 w Las Vegas) – kanadyjski piosenkarz i menedżer. Był mężem i menadżerem piosenkarki Céline Dion.

## Życiorys
Był synem Syryjczyka i Kanadyjki. Miał brata, André. Studiował księgowość, przez krótki czas pracował w banku. W 1960 został wokalistą założonego przez siebie pop-rockowego zespołu Les Baronets.
Z czasem rozpoczął działalność jako menedżer i producent muzyczny. Kierował karierą Ginette Reno i René Simarda, a pod koniec 1981, usłyszawszy nagranie demo, zaproponował współpracę debiutantce Céline Dion, której wkrótce został menedżerem. W 1987 i 1988 zdobył nagrodę Félix za wygraną w kategorii „menedżer roku”.
W lipcu 2008 został mianowany dyrektorem reality show Star Academie.
Zmarł nad ranem 14 stycznia 2016 po wielomiesięcznej walce z rakiem gardła. Uroczystości pogrzebowe odbyły się 22 stycznia 2016 w bazylice Notre-Dame w Montrealu.

## Życie prywatne
Dwukrotnie rozwiedziony. Od 1966 do 1972 był żonaty z Denyse Duquette, z którą miał syna Patricka (ur. 1968). Od 1974 do 1988 jego żoną była piosenkarka Anne Renée, z którą miał dwoje dzieci, Jeana Pierre’a (ur. 1974) i Anne Marie (ur. 1977). 17 grudnia 1994 poślubił Céline Dion, z którą miał trzech synów: Réne-Charlesa (ur. 2001) oraz Nelsona i Eddy’ego (ur. w październiku 2010), którzy zostali poczęci metodą in vitro.